# 谌龙
谌龙（1989年1月18日—），湖北沙市人，中国退役男子羽毛球运动员，於2016年里约奥运会羽球項目男子单打取得金牌。技術特點為擅於防守反擊、突擊爆發力強。其妻子為同为羽毛球运动员的王適嫻。現為中國國家青年羽毛球隊教練。

## 簡歷
出生于湖北省沙市市（今荆州市沙市区）的谌龙从小就很有羽毛球天赋，年仅7岁的谌龙1996年进入少儿体校；2000年轉到福建省厦门市並进入厦门队；2005年入选国家青年羽毛球队；2006年入选国家二队。2007年1月，他代表中國获得青年奥林匹克运动会男团和男单两项金牌；7月又获得亚洲青年羽毛球锦标赛男团亚军和男单冠军；同年11月在世界青年羽毛球锦标赛上获得男团和男单冠军。2008年的3月入選中國國家羽毛球隊一隊。
2010年11月，谌龙代表中國出戰廣州亞運會，參加羽毛球比賽的男子團體項目，奪得金牌。同年12月，谌龙在中国羽毛球公开赛男單賽事，先後淘汰朴成煥、陳金等高手，再在決賽中以2-1（9-21、21-14、21-16）擊敗隊友鮑春來，首次贏得羽毛球超級系列賽的冠軍；而個人在世界羽聯公布的世界排名亦升至第四位，達到職業生涯新高。
2011年1月，谌龙出戰世界羽联超级系列赛总决赛，在名將陶菲克退赛下輕鬆在小組出線；但在四强卻以0-2不敵彼得·盖德出局。數日後，谌龙轉戰馬來西亞超級賽，在林丹棄權下輕鬆進入四強；但卻仍以0-2（9-21、9-21）大敗於李宗伟拍下出局。
2012年，谌龙代表中国出戰英國倫敦舉行的奥林匹克运动会羽毛球比賽男子單打項目；在小組賽階段以2比0（21-12、21-17）擊敗泰國名將文萨·波萨那晉級。最後在季軍戰以局數2比1（21-15、15-21、21-15）擊敗南韓的李炫一，奪得他首個奧林匹克運動會的銅牌。
2013年5月，谌龙入選中國隊出戰馬來西亞舉行的蘇迪曼盃的最終陣容，並作为男单主力打满五场比赛，他从小组赛到最后的决赛都发挥稳定，五场球全胜且一局未失，最終助中国队成功衛冕。賽後，中国国家羽毛球队总教练李永波以“非常沉稳，非常霸气”讚譽谌龙的表现。

### 2013年世錦賽晉八強
2013年8月，谌龙參加中國廣州舉行的世界羽毛球錦標賽，以2號種子身分出戰男子單打項目。他先後在首、次圈以2比0輕取奧地利的卢卡·瓦贝尔和日本的佐佐木翔晉級；第三圈面對馬來西亞的刘国伦，亦以2比0（21-18、21-15）勝出；但至半準決賽，他卻直落两局（13-21、20-22）不敵持外卡參賽、其時世界排名第286位的隊友林丹，8強止步。比賽結束時，谌龙将球拍扔到地上，发泄对自己的不满；赛后，他表示毕竟林丹拿了四次世锦赛冠军，积累了很多大赛的经验和感觉，希望接下来自己也能够通过大赛提升对比赛的掌控能力，表現更成熟一些。

### 2014年世錦賽夺冠
2014年8月，谌龙參加丹麥哥本哈根舉行的世界羽毛球錦標賽，以2號種子身分出戰男子單打項目。他先後在首、次圈以2比0擊敗奧地利的卢卡·瓦贝尔和德國的马克·茨维布勒晉級；在第三圈，他又以2比0（21-11、21-10）横扫印度選手斯里坎特·基达姆比晉級。他在半準決賽面對7號種子、南韓名將孫完虎，苦戰三局才以2比1（21-14、12-21、21-17）勝出；其後，他在準決賽再以2比0（21-16、22-20）力克5號種子、印尼名将汤米·苏吉亚托，首次闯进世锦赛决赛。
在決賽中，谌龙对阵頭號種子、馬來西亞的李宗伟，两人此前在国际赛场相遇17次，李宗伟以9胜8负稍佔上风。結果，经过1小时8分钟的苦战，谌龙以两个21比19险胜李宗伟，首度夺取世锦赛单打冠军，中国队也实现了世锦赛男单的7连冠。夺冠后，谌龙在微博中写道：“第一枚世锦赛金牌：这些年，你为什么总是躲着我？！坚强的内心，被你轻易打败，然后泪流满面。我知道，通往里约的路很远，走下去会很累，可是不走，会后悔。哥本哈根，梦想新的起点！男单必胜。”
2021年7月，入选2020年夏季奥林匹克运动会中国代表团。
2023年5月19日，谌龙正式退役。
2024年12月17日，中國奧林匹克委員會宣佈諶龍將出任中國國家青年羽毛球隊教練。

## 主要比賽成績
只列出曾進入準決賽的國際賽事成績：
| 年份   | 賽事                     | 公開賽級別 | 項目     | 成績   |
| ------ | ------------------------ | ---------- | -------- | ------ |
| 2009年 | 德國羽毛球大獎賽         | 大獎賽     | 男子單打 | 準決賽 |
| 2009年 | 印度羽毛球黃金大獎賽     | 黃金大獎賽 | 男子單打 | 準決賽 |
| 2009年 | 亞洲羽毛球錦標賽         | 其他       | 男子單打 | 銀牌   |
| 2009年 | 馬來西亞羽毛球黃金大獎賽 | 黃金大獎賽 | 男子單打 | 亞軍   |
| 2009年 | 菲律賓羽毛球黃金大獎賽   | 黃金大獎賽 | 男子單打 | 冠軍   |
| 2010年 | 韓國羽毛球超級賽         | 超級賽     | 男子單打 | 準決賽 |
| 2010年 | 德國羽毛球大獎賽         | 大獎賽     | 男子單打 | 亞軍   |
| 2010年 | 瑞士羽毛球超級賽         | 超級賽     | 男子單打 | 亞軍   |
| 2010年 | 碧特博格羽毛球黃金大獎賽 | 黃金大獎賽 | 男子單打 | 冠軍   |
| 2010年 | 中國羽毛球大師賽         | 超級賽     | 男子單打 | 亞軍   |
| 2010年 | 中國羽毛球超級賽         | 超級賽     | 男子單打 | 冠軍   |
| 2010年 | 香港羽毛球超級賽         | 超級賽     | 男子單打 | 準決賽 |
| 2010年 | 世界羽聯超級系列賽總決賽 | 首要超級賽 | 男子單打 | 準決賽 |
| 2011年 | 馬來西亞羽毛球超級賽     | 超級賽     | 男子單打 | 準決賽 |
| 2011年 | 全英羽毛球首要超級賽     | 首要超級賽 | 男子單打 | 準決賽 |
| 2011年 | 泰國羽毛球黃金大獎賽     | 黃金大獎賽 | 男子單打 | 冠軍   |
| 2011年 | 印尼羽毛球首要超級賽     | 首要超級賽 | 男子單打 | 準決賽 |
| 2011年 | 中國羽毛球大師賽         | 超級賽     | 男子單打 | 冠軍   |
| 2011年 | 日本羽毛球超級賽         | 超級賽     | 男子單打 | 冠軍   |
| 2011年 | 丹麥羽毛球首要超級賽     | 首要超級賽 | 男子單打 | 冠軍   |
| 2011年 | 法國羽毛球超級賽         | 超級賽     | 男子單打 | 準決賽 |
| 2011年 | 香港羽毛球超級賽         | 超級賽     | 男子單打 | 準決賽 |
| 2011年 | 中國羽毛球首要超級賽     | 首要超級賽 | 男子單打 | 亞軍   |
| 2011年 | 世界羽聯超級系列賽總決賽 | 首要超級賽 | 男子單打 | 亞軍   |
| 2012年 | 馬來西亞羽毛球超級賽     | 超級賽     | 男子單打 | 準決賽 |
| 2012年 | 瑞士羽毛球黃金大獎賽     | 黃金大獎賽 | 男子單打 | 準決賽 |
| 2012年 | 亞洲羽毛球錦標賽         | 其他       | 男子單打 | 銅牌   |
| 2012年 | 湯姆斯盃                 | 其他       | 男子團體 | 金牌   |
| 2012年 | 奧林匹克運動會羽毛球比賽 | 其他       | 男子單打 | 銅牌   |
| 2012年 | 中國羽毛球大師賽         | 超級賽     | 男子單打 | 冠軍   |
| 2012年 | 丹麥羽毛球首要超級賽     | 首要超級賽 | 男子單打 | 準決賽 |
| 2012年 | 中國羽毛球首要超級賽     | 首要超級賽 | 男子單打 | 冠軍   |
| 2012年 | 香港羽毛球超級賽         | 超級賽     | 男子單打 | 冠軍   |
| 2012年 | 世界羽聯超級系列賽總決賽 | 首要超級賽 | 男子單打 | 冠軍   |
| 2013年 | 德國羽毛球黃金大獎賽     | 黃金大獎賽 | 男子單打 | 冠軍   |
| 2013年 | 全英羽毛球首要超級賽     | 首要超級賽 | 男子單打 | 冠軍   |
| 2013年 | 亞洲羽毛球錦標賽         | 其他       | 男子單打 | 銀牌   |
| 2013年 | 蘇迪曼盃                 | 其他       | 混合團體 | 金牌   |
| 2013年 | 東亞運動會羽毛球比賽     | 其他       | 男子團體 | 金牌   |
| 2013年 | 丹麥羽毛球首要超級賽     | 首要超級賽 | 男子單打 | 冠軍   |
| 2013年 | 中國羽毛球首要超級賽     | 首要超級賽 | 男子單打 | 冠軍   |
| 2014年 | 韓國羽毛球超級賽         | 超級賽     | 男子單打 | 冠軍   |
| 2014年 | 全英羽毛球首要超級賽     | 首要超級賽 | 男子單打 | 亞軍   |
| 2014年 | 印度羽毛球超級賽         | 超級賽     | 男子單打 | 亞軍   |
| 2014年 | 湯姆斯盃                 | 其他       | 男子團體 | 銅牌   |
| 2014年 | 印尼羽毛球首要超級賽     | 首要超級賽 | 男子單打 | 準決賽 |
| 2014年 | 世界羽毛球錦標賽         | 其他       | 男子單打 | 金牌   |
| 2014年 | 亞洲運動會羽毛球比賽     | 其他       | 男子團體 | 銀牌   |
| 2014年 | 亞洲運動會羽毛球比賽     | 其他       | 男子單打 | 銀牌   |
| 2014年 | 丹麥羽毛球首要超級賽     | 首要超級賽 | 男子單打 | 冠軍   |
| 2014年 | 香港羽毛球超級賽         | 超級賽     | 男子單打 | 亞軍   |
| 2014年 | 世界羽聯超級系列賽總決賽 | 首要超級賽 | 男子單打 | 冠軍   |
| 2015年 | 全英羽毛球首要超級賽     | 首要超級賽 | 男子單打 | 冠軍   |
| 2015年 | 馬來西亞羽毛球首要超級賽 | 首要超級賽 | 男子單打 | 冠軍   |
| 2015年 | 亞洲羽毛球錦標賽         | 其他       | 男子單打 | 銅牌   |
| 2015年 | 蘇迪曼盃                 | 其他       | 混合團體 | 金牌   |
| 2015年 | 澳洲羽毛球超級賽         | 超級賽     | 男子單打 | 冠軍   |
| 2015年 | 中華台北羽球黃金大獎賽   | 黃金大獎賽 | 男子單打 | 冠軍   |
| 2015年 | 世界羽毛球錦標賽         | 其他       | 男子單打 | 金牌   |
| 2015年 | 韓國羽毛球超級賽         | 超級賽     | 男子單打 | 冠軍   |
| 2015年 | 丹麥羽毛球首要超級賽     | 首要超級賽 | 男子單打 | 冠軍   |
| 2015年 | 中國羽毛球首要超級賽     | 首要超級賽 | 男子單打 | 亞軍   |
| 2015年 | 世界羽聯超級系列賽總決賽 | 首要超級賽 | 男子單打 | 準決賽 |
| 2016年 | 馬來西亞羽毛球首要超級賽 | 首要超級賽 | 男子單打 | 亞軍   |
| 2016年 | 中國羽毛球大師賽         | 黃金大獎賽 | 男子單打 | 亞軍   |
| 2016年 | 亞洲羽毛球錦標賽         | 其他       | 男子單打 | 銀牌   |
| 2016年 | 奧林匹克運動會羽毛球比賽 | 其他       | 男子單打 | 金牌   |
| 2016年 | 中國羽毛球首要超級賽     | 首要超級賽 | 男子單打 | 亞軍   |
| 2017年 | 德國羽毛球黃金大獎賽     | 黃金大獎賽 | 男子單打 | 準決賽 |
| 2017年 | 亞洲羽毛球錦標賽         | 其他       | 男子單打 | 金牌   |
| 2017年 | 蘇迪曼盃                 | 其他       | 混合團體 | 銀牌   |
| 2017年 | 澳洲羽毛球超級賽         | 超級賽     | 男子單打 | 亞軍   |
| 2017年 | 世界羽毛球錦標賽         | 其他       | 男子單打 | 銅牌   |
| 2017年 | 中國羽毛球首要超級賽     | 首要超級賽 | 男子單打 | 冠軍   |
| 2017年 | 香港羽毛球超級賽         | 超級賽     | 男子單打 | 亞軍   |
| 2018年 | 亞洲羽毛球錦標賽         | 其他       | 男子單打 | 銀牌   |
| 2018年 | 湯姆斯盃                 | 其他       | 男子團體 | 金牌   |
| 2018年 | 世界羽毛球錦標賽         | 其他       | 男子單打 | 銅牌   |
| 2018年 | 亞洲運動會羽毛球比賽     | 其他       | 男子團體 | 金牌   |
| 2018年 | 法國羽毛球公開賽         | 超級750賽  | 男子單打 | 冠軍   |
| 2018年 | 中國福州羽毛球公開賽     | 超級750賽  | 男子單打 | 準決賽 |
| 2019年 | 馬來西亞羽毛球大師賽     | 超級500賽  | 男子單打 | 亞軍   |
| 2019年 | 瑞士羽毛球公開賽         | 超級300賽  | 男子單打 | 準決賽 |
| 2019年 | 馬來西亞羽毛球公開賽     | 超級750賽  | 男子單打 | 亞軍   |
| 2019年 | 蘇迪曼盃                 | 其他       | 混合團體 | 金牌   |
| 2019年 | 中國羽毛球公開賽         | 超級1000賽 | 男子單打 | 準決賽 |
| 2019年 | 丹麥羽毛球公開賽         | 超級750賽  | 男子單打 | 亞軍   |
| 2019年 | 法國羽毛球公開賽         | 超級750賽  | 男子單打 | 冠軍   |
| 2019年 | 世界羽聯世界巡迴賽總決賽 | 總決賽     | 男子單打 | 準決賽 |
| 2021年 | 奧林匹克運動會羽毛球比賽 | 其他       | 男子單打 | 銀牌   |

| 2007-2017年 | 首要超級賽 | 超級賽 | 黃金大獎賽 | 大獎賽 | 國際挑戰賽 | 國際系列賽 | 未來系列賽 | 其他 |

| 2018-2026年 | 總決賽 | 超級1000賽 | 超級750賽 | 超級500賽 | 超級300賽 | 超級100賽 | 國際挑戰賽 | 國際系列賽 | 未來系列賽 | 其他 |

### 世界冠軍頭銜
谌龙在羽毛球生涯中共奪得9項羽毛球世界冠軍頭銜。
| 賽事                     | 奪冠次數 | 年份                               |
| ------------------------ | -------- | ---------------------------------- |
| 奧林匹克運動會羽毛球比賽 | 1        | 2016年（男子單打）                 |
| 世界羽毛球錦標賽         | 2        | 2014年、2015年（男子單打）         |
| 湯姆斯盃                 | 3        | 2010年、2012年、2018年（男子團體） |
| 蘇迪曼杯                 | 3        | 2013年、2015年、2019年（混合團體） |
| 總計                     | 9        |                                    |

### 奧運會和世錦賽參賽紀錄
|          | 2011 | 2012 | 2013 | 2014 | 2015 | 2016 | 2017 | 2018 | 2019 | 2020 |
| -------- | ---- | ---- | ---- | ---- | ---- | ---- | ---- | ---- | ---- | ---- |
| 男子單打 | 64強 | 銅牌 | 8強  | 冠軍 | 冠軍 | 金牌 | 季軍 | 季軍 | 8強  | 銀牌 |

## 主要對賽紀錄
諶龍與主要對手的對賽成績如下（只列出對賽五次或以上對手，截至2022年4月15日）：：
| 對手                              | 對賽次數 | 對賽結果 | 對賽結果 | 總計 |
| 對手                              | 對賽次數 | 勝       | 負       | 總計 |
| --------------------------------- | -------- | -------- | -------- | ---- |
| 王睜茗                            | 8        | 8        | 0        | +8   |
| 田厚威                            | 6        | 5        | 1        | +4   |
| 石宇奇                            | 7        | 5        | 2        | +3   |
| 杜鵬宇                            | 8        | 4        | 4        | 0    |
| 林丹                              | 16       | 7        | 9        | -2   |
| 漢斯-克里斯蒂安·索爾伯格·維汀哈斯 | 13       | 12       | 1        | +11  |
| 安賽龍                            | 20       | 14       | 6        | +8   |
| 簡·奧·約根森                      | 12       | 10       | 2        | +8   |
| 安德斯·安東森                     | 7        | 5        | 2        | +3   |
| 彼得·蓋德                         | 6        | 4        | 2        | +2   |
| 黃永棋                            | 9        | 9        | 0        | +9   |
| 魏楠                              | 7        | 7        | 0        | +7   |
| 胡贇                              | 9        | 7        | 2        | +5   |
| 伍家朗                            | 8        | 5        | 3        | +2   |
| 湯米·蘇吉亞托                     | 13       | 12       | 1        | +11  |
| 乔纳坦·克里斯蒂                   | 8        | 8        | 0        | +8   |
| 陶菲克·希達亞特                   | 6        | 4        | 2        | +2   |
| 安东尼·西尼苏卡·金廷              | 13       | 5        | 8        | -3   |
| 上田拓馬                          | 9        | 9        | 0        | +9   |
| 佐佐木翔                          | 6        | 6        | 0        | +6   |
| 田兒賢一                          | 11       | 7        | 4        | +3   |
| 桃田賢斗                          | 9        | 5        | 4        | +1   |
| 孫完虎                            | 17       | 12       | 5        | +7   |
| 李東根                            | 5        | 5        | 0        | +5   |
| 李炫一                            | 9        | 6        | 3        | +3   |
| 劉國倫                            | 6        | 6        | 0        | +6   |
| 張崴烽                            | 6        | 6        | 0        | +6   |
| 哈菲茲哈欣                        | 6        | 5        | 1        | +4   |
| 李梓嘉                            | 6        | 4        | 2        | +2   |
| 李宗偉                            | 28       | 13       | 15       | -2   |
| 達農沙·森頌汶素                   | 11       | 10       | 1        | +9   |
| 文薩·波薩那                       | 11       | 9        | 2        | +7   |
| 卡夏普·帕魯帕利                   | 10       | 8        | 2        | +6   |
| 阿賈伊·賈亞拉姆                   | 6        | 6        | 0        | +6   |
| 斯里坎特·基達姆比                 | 9        | 7        | 2        | +5   |
| 普蘭諾伊·哈塞納·蘇尼爾·庫馬爾     | 6        | 5        | 1        | +4   |
| 周天成                            | 10       | 10       | 0        | +10  |
| 許仁豪                            | 7        | 6        | 1        | +5   |
| 薛軒億                            | 5        | 5        | 0        | +5   |
| 王子維                            | 6        | 4        | 2        | +2   |
| 阮進明                            | 5        | 4        | 1        | +3   |
| 拉吉夫·歐斯夫                     | 7        | 7        | 0        | +7   |
| 馬克·茨維布勒                     | 10       | 8        | 2        | +6   |
| 布里斯·利弗德斯                   | 7        | 6        | 1        | +5   |

## 電影
| 年份 | 電影名稱     | 飾演               |
| ---- | ------------ | ------------------ |
| 2018 | 《無問西東》 | 客串演出羽毛球教練 |

## 外部連結
- 谌龙在国际奥林匹克委员会的资料
- 谌龙（页面存档备份，存于）在羽毛球世界联合会的资料
- 谌龙的新浪微博
- 谌龙（页面存档备份，存于）的腾讯微博